# Bogdaszkino (Tatarstan)
Bogdaszkino (ros. Богдашкино) – wieś (sieło) w Rosji, w Tatarstanie, w rejonie tietiuskim. W 2010 liczyła 329 mieszkańców, głównie Czuwaszy.